# فلورنسا غوديناف
فلورنسا غوديناف (بالإنجليزية: Florence Goodenough)‏ هي كاتِبة وعالمة نفس وأستاذة جامعية ومؤلفة أمريكية، ولدت في 6 أغسطس 1886 في هونيسدال في الولايات المتحدة، وتوفيت في 4 أبريل 1959 في ليكلاند في الولايات المتحدة.